# Páll Guðlaugsson
Páll Hagbert Guðlaugsson [pʰautl ɡ̊ʏðløyksɔn] (* 9. September 1958 in Reykjavík) ist ein isländischer Fußballtrainer und ehemaliger Torwart. Von 1988 bis 1993 trainierte er die färöische Fußballnationalmannschaft der Männer und von 1995 bis 1996 die färöische Fußballnationalmannschaft der Frauen. Seit 2016 betreut er B68 Toftir.

## Ausbildung
Páll Guðlaugsson besuchte von 1969 bis 1976 die Mittelschule Vestmannaeyjar. 1985 bis 1990 absolvierte er eine Trainerausbildung beim dänischen Fußballverband, die er 1994 beim walisischen Verband fortsetzte. 2001 bildete er sich an der Glasgow Caledonian University zum Personal Trainer fort. 2009 erwarb er beim KSI die UEFA-A-Lizenz.

## Karriere

### Als Spieler
Páll Guðlaugsson begann seine sportliche Karriere 1981 als Torwart beim färöischen Fußballclub GÍ Gøta, am ersten Spieltag wurde ÍF Fuglafjørður mit 1:0 besiegt. 1983 gelang das Double aus Meisterschaft und Pokal (5:1 gegen Royn Hvalba), im Jahr darauf wechselte er in die isländische Trópídeild und belegte dort mit Þór Akureyri den vorletzten Platz, was den Abstieg zur Folge hatte. Danach spielte Páll für zwei Jahre bei EB Eiði und stieg mit der Mannschaft im ersten Jahr von der dritten in die zweite Liga auf, zudem wurde im Pokal das Halbfinale erreicht. In den Folgejahren stand er außerdem bei ÍF Fuglafjørður im Tor, mit denen er 1987 den Aufstieg in die erste Liga erreichte sowie Pokalfinale gegen HB Tórshavn bestritt, welches im Wiederholungsspiel 0:3 verloren wurde, ehe 1989 der Abstieg aus der ersten Liga erfolgte. Weitere Stationen waren EB Eiði, die zweite Mannschaft von B68 Toftir sowie EB/Streymur, für die er 1994 die letzten Ligaspiele bestritt und die Saison auf dem letzten Platz der ersten Liga beendete.

### Als Trainer
Páll Guðlaugsson war zunächst bei ÍF Streymur und EB Eiði im unteren Ligabereich tätig. Ab 1988 trainierte er die färöische Nationalmannschaft, beginnend mit ihrem ersten offiziellen Länderspiel gegen Island. Insgesamt betreute Páll Guðlaugsson die Mannschaft bei 25 Länderspielen. Er feierte seinen größten Erfolg als Fußballtrainer, als es ihm 1990 mit der färöischen Nationalelf überraschend gelang, bei der EM-Qualifikation Österreich mit 1:0 zu besiegen.
Von 1989 bis 1991 war Páll Guðlaugsson Trainer bei ÍF Fuglafjørður, im ersten Jahr agierte er noch an der Seite von Abraham Løkin als Spielertrainer und stieg hierbei in die zweite Liga ab. 1993 trat Páll Guðlaugsson als Nationaltrainer zurück. Im Folgejahr trainierte er den EB/Streymur und B36 Tórshavn, die an der Färöischen Fußballmeisterschaft 1994 teilnahmen. Für das färöische Nationalteam der Frauen zeichnete Páll Guðlaugsson für die ersten acht Länderspiele verantwortlich, wobei jedoch nur das Spiel gegen Wales gewonnen werden konnte. Von 1996 bis 1997 war er Trainer beim GÍ Gøta, mit denen er im ersten Jahr mit dem Gewinn der Meisterschaft sowie des Pokals durch ein 5:3 im Wiederholungsspiel gegen HB Tórshavn das Double erreichte. Im zweiten und letzten Jahr bei GÍ konnte durch ein 6:0 gegen VB Vágur der Pokalsieg wiederholt werden.
Später arbeitete Páll Guðlaugsson auf den Bermudas und in England als Personal Trainer und Teilhaber eines Fitnessstudios. Er pausierte zehn Jahre vom Fußball, bevor er 2009 den isländischen Klub KF Fjarðabyggðar für zwei Jahre übernahm. Ab 2012 war er Trainer beim KÍ Klaksvík auf den Färöern. In der ersten Saison erreichte er den vierten Platz, nach dem zwölften Spieltag der nächsten Saison wurde er entlassen. Zwei Monate später wurde Páll Guðlaugsson als neuer Trainer bei TB Tvøroyri vorgestellt. Diese befanden sich auf dem vorletzten Platz, der Klassenerhalt konnte hierbei nicht erreicht werden. In der zweiten Liga wurde als Erstplatzierter souverän der Wiederaufstieg erreicht. Als Aufsteiger belegte TB Tvøroyri 2015 den siebten Platz. 2016 trainierte Guðlaugsson B68 Toftir. Nach 16 Spieltagen, in denen kein einziger Sieg erzielt werden konnte, wurde er auf dem letzten Platz stehend entlassen.

## Erfolge

### Als Spieler
- 1× Färöischer Meister: 1983
- 1× Färöischer Pokalsieger: 1983

### Als Trainer
- 1× Färöischer Meister: 1996
- 2× Färöischer Pokalsieger: 1996, 1997